# Bulimulus cavagnaroi
Bulimulus cavagnaroi é uma espécie de gastrópode  da família Orthalicidae.
É endémica de Equador.